# Delphinium tabatae
Delphinium tabatae är en ranunkelväxtart som beskrevs av Michio Tamura. Delphinium tabatae ingår i släktet storriddarsporrar, och familjen ranunkelväxter. Inga underarter finns listade i Catalogue of Life.